# Szibériai Állami Repülési és Űrkutatási Egyetem
A Mihail Resetnyov nevét viselő Szibériai Állami  Repülési és Űrkutatási Egyetem, rövidítve SzibGAU (oroszul: Сибирский государственный аэрокосмический университет имени академика М. Ф. Решетнёва, rövidítve: СибГАУ, magyar átírásban: Szibirszkij goszudarsztvennij aerokoszmicseszkij unyiverszityet imenyi M. F. Resetnyova) az oroszországi Krasznojarszkban működő felsőfokú oktatási intézmény. Az egyetem a repülőgépipar és a légi közlekedési ágazat számára képez műszaki, gazdasági, pénzügyi, menedzsment és marketing szakembereket.